# 渣馬湖第210號原住民保留地
渣馬湖第210號原住民保留地 (Zama Lake 210)，簡稱為渣馬湖210，是一個位於加拿大亞伯達省馬更些縣，甸尼達族的加拿大原住民保留區，屬於第八號編序條約地。此保留地位於渣馬湖西岸，無常居人口。

## 資料來源
1. ↑  Government of Alberta.  (地图). AltaLIS. 2019  [2025-08-10]. （原始内容存档于2021-12-25）.